# 王淑
王淑（1526年—？），字儀甫，號抑所，江西南昌府新建縣民籍，浙江台州府臨海縣人，明朝政治人物。

## 生平
嘉靖二十二年（1543年）癸卯科江西鄉試第七十六名舉人。嘉靖三十八年（1559年）中式己未科會試第二十九名，三甲第一名進士。官扬州府推官，歷升兵部郎中。四十三年贬山东蓬莱县县丞。歷中書舍人、太僕寺丞。

## 家族
曾祖王允壽，儀賓 封中奉大夫；祖父王朝卿，進士；父王諫，府通判。母康氏；繼母徐氏。永感下。弟王湜（同科進士）、王澍。